# Joyce Kokkinakis
Joyce Kokkinakis (12 december 1986) is een Belgisch fotomodel. Zij werd in Nederland geboren als dochter van een Griekse vader en een Indonesische moeder. Na de scheiding van haar ouders verhuisde Kokkinakis naar België.
Kokkinakis was finaliste van Miss Belgian Look 2006 waar ze een prijs won als 'meest opvallende verschijning'. Hierna werd ze gecontacteerd door SBS om een opdracht als belspelpresentatrice op VT4 en VijfTV. Op 26 juni 2008 was het haar laatste uitzending. Daarna stapte ze over naar de VMMa om daar belspelletjes te presenteren tot en met januari 2011.
In 2010 kwam ze in dienst bij GUNKtv.
In 2019 opende ze een nagelsalon in Antwerpen.
Kokkinakis heeft twee dochters met Jaimie Nauwelaerts.

## Trivia
- Kokkinakis speelt miss Amerika in de Samson en Gert Kerstshow 2006-2007.